# David Batty
David Batty (Leeds, 2 december 1968) is een voormalig Engels voetballer die als middenvelder speelde.

## Clubcarrière
Batty speelde tussen 1987 en 1993 meer dan tweehonderd wedstrijden voor Leeds United AFC. Met die club won hij in 1992 de Engelse landstitel. Hierna speelde hij voor Blackburn Rovers en Newcastle United voor hij zijn loopbaan in 2004 weer bij Leeds afsloot. Hij zorgde voor opschudding toen hij op 22 november 1995 met zijn ploeggenoot Graeme Le Saux openlijk in conflict kwam tijdens een duel in de UEFA Champions League tegen Spartak Moskou.

## Interlandcarrière
Hij speelde in totaal 42 wedstrijden voor het Engels voetbalelftal. Batty debuteerde op 21 mei 1991 in het vriendschappelijke duel tegen de Sovjet-Unie, dat met 3-1 werd gewonnen dankzij onder meer twee doelpunten van aanvaller David Platt. Hij trad in die wedstrijd na zeventig minuten aan als vervanger van middenvelder Dennis Wise. Zijn laatste interland volgde op woensdag 8 september in Warschau, waar hij in het EK-kwalificatieduel tegen Polen (0-0) in de 84ste minuut een rode kaart kreeg van de Oostenrijkse scheidsrechter Günter Benkö.